# Красни Луч
Красни Луч (укр. Красний Луч) град је у Украјини, у Луганској области. Према процени из 2012. у граду је живело 83.460 становника.

## Становништво
Према процени, у граду је 2012. живело 83.460 становника.
| 1979.   | 1989.   | 2001.  | 2012.  |
| ------- | ------- | ------ | ------ |
| 105.946 | 113.278 | 94.875 | 83.460 |